# Hjerting Idrætsforening
Hjerting Idrætsforening er en dansk fodboldklub. Klubben har hjemsted i byen Hjerting, ca. 7 km fra Esbjergs centrum.
Klubben spiller dens hjemmekampe på Nordvangskolens kampbane.

## HIF TV
Som et nyt tiltag har nogle af klubbens spillere rottet sig sammen og startet HIF TV, en internet kanal der viser højdepunkter fra HIF's kampe.
"Tv-kanalen" ses primært af Hjertings fans og folk i lokalområdet.
Programmerne spredes via internetsiden Youtube.

## Andre sportsgrene
Udover fodbold i HIF er der bl.a. også gymnastik og badminton.